# Seigo Narazaki
Seigo Narazaki (født 15. april 1976) er en japansk professionel fodboldspiller, som spiller målmand for den japanske fodboldklub Nagoya Grampus og det japanske fodboldlandshold. Narazaki har spillet for flere forskellige klubber i sin karriere, herunder Yokohama Flügels og Nara Ikuei H.S.
Han blev desuden udtaget til VM i fodbold 2010 i Sydafrika.